# 塩化1-アリル-3-メチルイミダゾリウム
塩化1-アリル-3-メチルイミダゾリウム（英: 1-Allyl-3-methylimidazolium chloride、AMIM Cl）は、融点が100 °C未満のイオン液体である。

## 調製
塩化1-アリル-3-メチルイミダゾリウムは、1-メチルイミダゾールと塩化アリルを80 °Cで反応させることによって調製できる。

AMIM Cl の合成

## 用途
塩化1-アリル-3-メチルイミダゾリウムは、1-アリル-3-メチルイミダゾリウムカチオンを持つ他の多くのイオン液体のための出発物質として機能する。また、セルロースの溶解および改質に利用されるほか、二酸化炭素を溶解する能力についても調査されている。